# Petr Velička
Petr Velička, nascut el 26 de febrer de 1967, és un jugador d'escacs txec que té el títol de Gran Mestre Internacional des de 2007.
A la llista d'Elo de la FIDE del maig de 2021, hi tenia un Elo de 2408 punts, cosa que en feia el jugador número 43 (en actiu) de Txèquia. El seu màxim Elo va ser de 2519 punts, a la llista d'octubre de 2007 (posició 319 al rànquing mundial).
El 2010 fou campió del XX Obert Pobla de Lillet, amb 7 punts de 9.